# USS Huse (DE-145)
USS Huse (DE-145) là một tàu hộ tống khu trục lớp Edsall từng phục vụ cùng Hải quân Hoa Kỳ trong Chiến tranh Thế giới thứ hai. Nó là chiếc tàu chiến duy nhất của Hải quân Hoa Kỳ được đặt cái tên này, theo tên Phó đô đốc Harry McLaren Pinckney Huse (1858-1942), người từng được tặng thưởng Huân chương Danh dự khi tham gia chiến dịch đổ bộ lên Veracruz năm 1914. Nó đã phục vụ cho đến khi chiến tranh kết thúc, xuất biên chế năm 1946, nhưng được cho hoạt động trở lại từ năm 1951 đến năm 1965. Cuối cùng con tàu bị bán để tháo dỡ vào năm 1974. Huse được tặng thưởng năm Ngôi sao Chiến trận do thành tích phục vụ trong Thế Chiến II.

## Thiết kế và chế tạo
Lớp Edsall có thiết kế hầu như tương tự với lớp Cannon dẫn trước; khác biệt chủ yếu là ở hệ thống động lực Kiểu FMR do được trang bị động cơ diesel Fairbanks-Morse dẫn động qua hộp số giảm tốc đến trục chân vịt. Đây là cấu hình động cơ được áp dụng rộng rãi trên tàu ngầm, được chứng tỏ là có độ tin cậy cao hơn so với lớp Cannon.
Vũ khí trang bị bao gồm ba pháo 3 in (76 mm)/50 cal trên tháp pháo nòng đơn có thể đối hạm hoặc phòng không, một khẩu đội pháo phòng không Bofors 40 mm nòng đôi và tám pháo phòng không Oerlikon 20 mm. Vũ khí chống ngầm bao gồm một dàn súng cối chống tàu ngầm Hedgehog Mk. 10 (có 24 nòng và mang theo 144 quả đạn); hai đường ray Mk. 9 và tám máy phóng K3 Mk. 6 để thả mìn sâu. Con tàu vẫn giữ lại ba ống phóng ngư lôi Mark 15 21 inch (533 mm), và được trang bị radar SC dò tìm không trung và mặt biển. Thủy thủ đoàn đầy đủ bao gồm 186 sĩ quan và thủy thủ.
Huse được đặt lườn tại xưởng tàu của hãng Consolidated Steel Corporation ở Orange, Texas vào ngày 11 tháng 1, 1943. Nó được hạ thủy vào ngày 23 tháng 3, 1943, được đỡ đầu bởi bà L. M. Humrichouse, con gái Đô đốc Huse, và nhập biên chế cùng Hải quân Hoa Kỳ vào ngày 30 tháng 8, 1943 dưới quyền chỉ huy của Hạm trưởng, Thiếu tá Hải quân William A. Sessions.

## Lịch sử hoạt động

### 1943 - 1946
Sau khi hoàn tất việc chạy thử máy huấn luyện tại khu vực Bermuda, Huse quay trở lại Charleston, South Carolina vào ngày 25 tháng 10, 1943, rồi đi đến Norfolk, Virginia nơi nó tiếp tục huấn luyện trước khi tham gia hộ tống đoàn tàu vận tải vượt Đại Tây Dương đầu tiên vào ngày 13 tháng 11; đoàn tàu đi đến Casablanca, Maroc thuộc Pháp rồi quay trở về New York vào ngày Giáng Sinh. Nó tiếp tục được huấn luyện ngoài khơi Norfolk trước khi tham gia vào đoàn tàu vận tải thứ hai hướng sang Bắc Phi từ ngày 25 tháng 1 đến ngày 11 tháng 2, 1944. Trước khi quay trở về, nó phục vụ tuần tra chống tàu ngầm cùng các đơn vị hải quân Hoàng gia Anh ngoài khơi Gibraltar.
Về đến New York vào ngày 8 tháng 3, Huse được điều động gia nhập một đội đặc nhiệm tìm-diệt tàu ngầm, được hình thành chung quanh tàu sân bay hộ tống Croatan (CVE-25). Khởi hành từ Norfolk vào ngày 24 tháng 3, đội đặc nhiệm hoạt động truy lùng tàu ngầm U-boat Đức dọc theo các tuyến hàng hải vượt Đại Tây Dương. Vào ngày 7 tháng 4, họ phát hiện U-856, và liên tiếp tấn công đối thủ cho đến khi chiếc U-boat buộc phải nổi lên mặt nước, và bị hỏa lực của Huse phối hợp với tàu khu trục [[USS Champlin (DD-601}3)|USS Champlin (DD-601}3)]] đánh chìm tại tọa độ 40°18′B 62°22′T / 40,3°B 62,367°T; 27 thành viên thủy thủ đoàn của U-856 đã tử trận, và 28 người sống sót bị bắt làm tù binh.
Sau một lượt nghỉ ngơi ngắn tại Bermuda, đội đặc nhiệm tiếp tục hoạt động tìm-diệt từ ngày 12 tháng 4. Đến ngày 26 tháng 4, sau khi một máy bay cất cánh từ Croatan phát hiện ra tàu ngầm đối phương, Huse đã tấn công bằng mìn sâu để góp công cùng các tàu hộ tống khu trục chị em Frost (DE-144), Barber (DE-161) và Snowden (DE-246) trong việc đánh chìm chiếc U-488 tại tọa độ 17°54′B 38°05′T / 17,9°B 38,083°T; toàn bộ 64 thành viên thủy thủ đoàn của U-488 đều tử trận.
Sau khi được đại tu tại Brooklyn, New York từ ngày 11 tháng 5 đến ngày 3 tháng 6, Huse lại gia nhập cùng đội đặc nhiệm của Croatan để tiếp nối hoạt động chống tàu ngầm. Họ phát hiện một mục tiêu ngầm dưới nước vào sáng ngày 11 tháng 6, nhưng sáu lượt tấn công bằng mìn sâu cùng hai loạt súng cối chống tàu ngầm Hedgehog chưa mang lại kết quả. Tuy nhiên việc kiên trì theo dõi mục tiêu tại khu vực đã buộc chiếc U-boat phải trồi lên mặt nước lúc sau nữa đêm ngày 12 tháng 6, và bị radar của các con tàu hộ tống khu trục phát hiện. U-490, vốn đã chịu hư hại nặng, bị đánh chìm bởi hỏa lực hải pháo phối hợp của các tàu hộ tống khu trục Frost, Huse và Inch (DE-146) tại tọa độ 42°47′B 40°08′T / 42,783°B 40,133°T; toàn bộ 60 thành viên thủy thủ đoàn của U-490 đều sống sót và bị bắt làm tù binh.
Trong những tháng tiếp theo, Huse tiếp tục hoạt động cùng đội đặc nhiệm tìm-diệt của Croatan, được tiếp liệu tại Norfolk, Bermuda hay Casablanca giữa các lượt tuần tra; trong ba dịp khác nhau nó đã cứu vớt những phi công của Croatan bị rơi xuống biển. Con tàu quay trở về Brooklyn vào ngày 2 tháng 10 để sửa chữa và huấn luyện, rồi hoạt động thực hành tại các khu vực vịnh Chesapeake và vùng biển Caribe. Nó gia nhập trở lại đội đặc nhiệm của Croatan vào ngày 25 tháng 3, 1945, vào giai đoạn các tàu chị em Frost và Stanton (DE-247) đã đánh chìm chiếc U-880 vào ngày 16 tháng 4 tại tọa độ 47°18′B 30°26′T / 47,3°B 30,433°T; toàn bộ 49 thành viên thủy thủ đoàn của U-880 đều tử trận. Đội đặc nhiệm tiếp tục hoạt động tuần tra ngăn chặn tại vùng biển ngoài khơi Argentia, Newfoundland, cho đến khi chiến tranh kết thúc tại Châu Âu.
Về đến New York vào ngày 14 tháng 5, 1945, Huse chuẩn bị để được điều động sang khu vực Mặt trận Thái Bình Dương. Nó khởi hành vào ngày 10 tháng 7 để huấn luyện tại vùng biển Caribe, rồi băng qua kênh đào Panama và đi đến San Diego, California vào ngày 7 tháng 8. Tuy nhiên lúc nó đang trên đường hướng sang Trân Châu Cảng, Nhật Bản đã chấp nhận đầu hàng vào ngày 15 tháng 8, giúp chấm dứt vĩnh viễn cuộc xung đột. Con tàu thực hành tại vùng biển Hawaii rồi lên đường để trở lại vùng bờ Đông ngang qua San Diego và kênh đào Panama, về đến Norfolk vào ngày 28 tháng 9.
Huse đi đến Green Cove Springs, Florida vào ngày 19 tháng 1, 1946, nơi nó được cho xuất biên chế vào ngày 27 tháng 3, 1946, và được đưa về Hạm đội Dự bị Đại Tây Dương.

### 1951 - 1965
Sau khi cuộc Chiến tranh Triều Tiên bùng nổ, Huse được cho tái biên chế trở lại vào ngày 3 tháng 8, 1951. Nó tiến hành chạy thử máy huấn luyện tại vùng biển Caribe, rồi đi đến Key West, Florida vào ngày 15 tháng 1, 1952 để phục vụ như tàu huấn luyện cho Trường Sonar Hạm đội. Sang tháng 5, con tàu đi lên phía Bắc để hoạt động thử nghiệm trong điều kiện giá lạnh ngoài khơi Labrador. Sau đó nó đặt cảng nhà tại Newport, Rhode Island, và thường xuyên thực hành huấn luyện chống tàu ngầm tại các khu vực Caribe và Key West. Vào tháng 7, 1955, nó khởi hành từ Norfolk, Virginia cho một chuyến đi thực tập mùa hè dành cho học viên sĩ quan dự bị đi sang vùng biển Bắc Âu. Con tàu quay trở về Newport vào ngày 3 tháng 9, tiếp nối các hoạt động tuần tra chống tàu ngầm.
Hoạt động thường lệ này kéo dài đến năm 1957, khi Huse chuẩn bị để gia nhập đội đặc nhiệm hoạt động tại Khu vực Thử nghiệm Tên lửa Đại Tây Dương. Nó có mặt ngoài khơi Puerto Rico vào tháng 5, 1957 để tham gia hoạt động phóng thử nghiệm vệ tinh trong khuôn khổ Kế hoạch Vanguard. Con tàu quay lại hoạt động thực hành chiến thuật ngoài khơi Key West cho đến tháng 9, khi nó lên đường tham gia một cuộc tập trận trong Khối NATO tại vùng biển Bắc Âu, rồi quay về Newport vào ngày 21 tháng 10. Trong những năm 1958 và 1959, nó tiếp tục hoạt động huấn luyện sonar tại khu vực Key West, ngoài trừ những đợt bảo trì và những chuyến đi ngắn đến vùng biển Caribe.
Đến tháng 3, 1960, Huse được chuyển sang vai trò huấn luyện cho nhân sự thuộc Hải quân Dự bị Hoa Kỳ. Trong những tháng tiếp theo nó thực hiện những chuyến đi huấn luyện cho sĩ quan dự bị từ các thành phố New York và Norfolk, Virginia. Con tàu chuyển đến cảng nhà mới New Orleans, Louisiana vào ngày 6 tháng 7 và hoạt động huấn luyện dự bị từ cảng này. Trong vụ Khủng hoảng tên lửa Cuba vào tháng 10, 1962, nó được tạm thời điều động đến Florida để tăng cường cho lực lượng hải quân tham gia chiến dịch "cô lập" Cuba.
Trong giai đoạn từ năm 1963 đến năm 1965, Huse tiếp tục hoạt động tại các khu vực New Orleans, vịnh Mexico và vùng biển Caribe trong vai trò huấn luyện dự bị. Nó được cho xuất biên chế lần sau cùng vào ngày 30 tháng 6, 1965, và được đưa về Hạm đội Dự bị Đại Tây Dương tại Norfolk, Virginia. Tên nó được cho rút khỏi danh sách Đăng bạ Hải quân vào ngày 1 tháng 8, 1973, và con tàu cuối cùng bị bán để tháo dỡ vào ngày 24 tháng 6, 1974.

## Phần thưởng
Huse được tặng thưởng năm Ngôi sao Chiến trận do thành tích phục vụ trong Thế Chiến II.
|             |  |             |
| Silver star |  | Bronze star |

| Dãi băng Hoạt động Tác chiến (truy tặng)                                     | Huân chương Viễn chinh Hải quân      | Huân chương Chiến dịch Hoa Kỳ                                   |
| Huân chương Chiến dịch Châu Âu-Châu Phi-Trung Đông với 5 Ngôi sao Chiến trận | Huân chương Chiến thắng Thế Chiến II | Huân chương Phục vụ Phòng vệ Quốc gia với 1 Ngôi sao Chiến trận |